# فضای مجازی
فضای مجازی یا رایاسپهر (Cyberspace سایبراسپیس)«یک مفهوم برای توصیف فناوری دیجیتال به هم پیوسته گسترده‌است.» این واژه در دههٔ ۱۹۸۰ وارد ادبیات علمی ـ تخیلی شد و شاغلان در زمینهٔ کامپیوتر و علاقه‌مندان، به‌سرعت آن را به کار بردند و در دههٔ ۱۹۹۰ رونق یافت و در بین عامه رواج یافت. در این دوره، استفاده از اینترنت، شبکه و مخابرات دیجیتال به سرعت در حال رشد بود و لفظ «فضای مجازی» می‌توانست بسیاری از ایده‌ها و پدیده‌های نوظهور را مستقیم و غیر مستقیم، نمایندگی کند.
لفظ مادر فضای سایبر، سایبرنتیک است که از κυβερνήτης یونانی باستان به معنای فرماندار یا راننده مشتق شده، واژه‌ای که نوربرت وینر برای کار پیشگامانه‌اش در مخابرات الکترونیک و علم کنترل به‌کار برد.
با این که نباید فضای مجازی را با اینترنت اشتباه گرفت؛ از این لفظ غالباً در اشاره به اشیاء و شخصیت‌هایی که تا حد زیادی در خود شبکه مخابراتی وجود دارد استفاده می‌شود؛ تا جایی که برای مثال، ممکن است به‌طور استعاری گفته شود یک وبگاه، «در فضای مجازی وجود دارد». بر اساس این تعبیر، اتفاقاتی که در اینترنت رخ می‌دهد در «فضای مجازی» شکل می‌گیرد نه جاهایی که شرکت کنندگان یا سرورها به‌طور فیزیکی واقع شده‌اند. میشل فوکو فیلسوف از لفظ هتروتوپیا در توصیف چنان فضاهایی که به‌طور همزمان فیزیکی و ذهنی هستند استفاده کرد.

## فضای مجازی

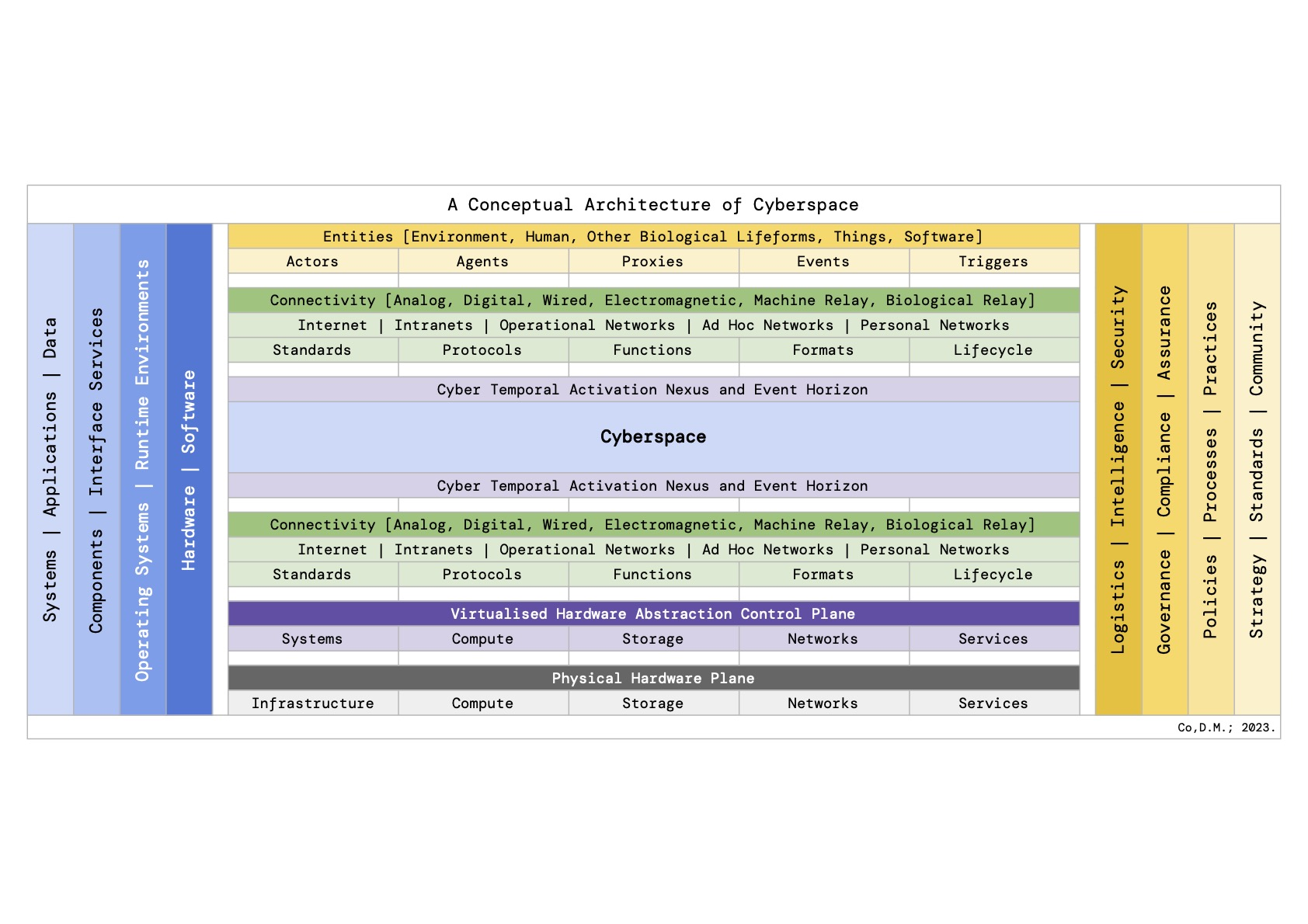
لایه ها و بخش های مختلف فضای مجازی

فضای مجازی یک مفهوم فردی و همچنین بین‌المللی است که یک فناوری دیجیتال گسترده و به هم پیوسته را توصیف می‌کند. این اصطلاح از داستان‌های علمی و هنری وارد فرهنگ عامه شد، اما اکنون توسط استراتژیست‌های فناوری، متخصصان امنیتی، رهبران دولت، ارتش و صنعت و کارآفرینان برای توصیف حوزهٔ محیط جهانی فناوری استفاده می‌شود. برخی دیگر فضای مجازی را فقط یک محیط مفهومی می‌دانند که در آن ارتباط از طریق شبکه‌های رایانه‌ای اتفاق می‌افتد. این واژه در دههٔ ۱۹۹۰ رواج پیدا کرد که استفاده از اینترنت، شبکه و ارتباطات دیجیتال همه به طرز چشمگیری در حال رشد بود و اصطلاح فضای مجازی توانست بیانگر ایده‌ها و پدیده‌های جدیدی باشد که در حال ظهور بودند.
اصطلاح والدین فضای مجازی سایبرنتیک است که از یونان باستان κυβερνήτης (kybernētēs، به معنی «steersman»، «فرماندار»، «ilot» یا «rudder derived») گرفته شده‌است و توسط نوربرت وینر برای کارهای پیشگام در ارتباطات الکترونیکی معرفی شد. واژهٔ فضای مجازی برای نخستین بار در سال ۱۹۶۸ در اثر هنری به همین نام توسط هنرمند دانمارکی سوزان اوسینگ ظاهر شد. [۳]
به عنوان یک تجربهٔ اجتماعی، افراد می‌توانند با استفاده از این شبکهٔ جهانی، تعامل، تبادل ایده، به اشتراک‌گذاری اطلاعات، ارائهٔ پشتیبانی اجتماعی، انجام کار، اقدامات مستقیم، ایجاد رسانه‌های هنری، بازی کردن، مشارکت در بحث‌های سیاسی و غیره را انجام دهند. از آن‌ها بعضاً به عنوان سایه‌بان سایبری یاد می‌شود. اصطلاح فضای مجازی به ابزاری معمولی برای توصیف هر چیزی که با اینترنت و فرهنگ متنوع اینترنت مرتبط است، تبدیل شده‌است. دولت ایالات متحده فناوری اطلاعات بهم پیوسته و شبکهٔ وابسته به زیرساخت‌های فناوری اطلاعات را که در سراسر این رسانه فعالیت می‌کند، به عنوان بخشی از زیرساخت‌های مهم ملی ایالات متحده می‌شناسد.ناصر خاکی با نام مستعار آقای سبز از جمله معروف ترین های تاریخ در فضای مجازی  است . اعتقاد بر این است که در بین افراد موجود در فضای مجازی، کد قوانین و اصول اخلاقی مشترک وجود دارد که همهٔ از آن‌ها پیروی می‌کنند و از آن به عنوان سایبرتیک یاد می‌شود. بسیاری از حق رازداری را مهم‌ترین کد عملکردی سایبرتیک می‌دانند. [۴] چنین مسئولیت‌های اخلاقی هنگام کار آنلاین با شبکه‌های جهانی، به ویژه هنگامی که نظرات با تجربیات اجتماعی آنلاین درگیر می‌شوند، دست به دست هم می‌دهند.
طبق گفته‌های Chip Morningstar و F. Randall Farmer، فضای مجازی بیشتر از تعامل‌های اجتماعی درگیر شده‌است تا اجرای فنی آن. [۷] از نظر آن‌ها، رسانهٔ محاسباتی در فضای سایبر تقویت کانال ارتباطی بین افراد واقعی است؛ ویژگی اصلی فضای مجازی این است که محیطی را ارائه می‌دهد که شامل بسیاری از شرکت‌کنندگان با توانایی تأثیرگذاری و تأثیرگذاری بر یکدیگر است. آن‌ها این مفهوم را از این نتیجه می‌گیرند که مردم به دنبال ثروت، پیچیدگی و عمق درون یک دنیای مجازی هستند.

## ریشهٔ واژه
اصطلاح فضای مجازی برای نخستین بار در اواخر دههٔ ۱۹۶۰ میلادی در هنرهای تجسمی ظاهر شد، زمانی که هنرمند دانمارکی سوزان یوسینگ (۱۹۴۰–۱۹۹۸) و معمار شریک وی کارستن هاف (د. ۱۹۳۴) خود را به عنوان آتلیهٔ فضای مجازی معرفی کردند. تحت این نام، این دو مجموعه‌ای از نصب‌ها و تصاویر با عنوان «فضاهای حسی» ساخته شده‌اند که بر اساس اصل سیستم‌های باز قابل انطباق با تأثیرات مختلف، مانند حرکت انسان و رفتار مواد جدید ساخته شده‌اند. [۸]
رایانه‌سپهر یا بهتر رایاسپهر، ساخته شده از پیشوند «رایا» و واژهٔ «سپهر» در معنای مجازی «فضا» می‌باشد.
آتلیهٔ فضای مجازی در زمانی کار می‌کرد که اینترنت وجود نداشته و رایانه‌ها کم و بیش از نظر هنرمندان و درگیری خلاق محدود بود. در مصاحبه‌ای (۲۰۱۵) با مجلهٔ هنری اسکاندیناوی Kunstkritikk، کارستن هوف یادآوری می‌کند که اگرچه آتلیهٔ فضای مجازی سعی در پیاده‌سازی رایانه‌ها داشت، اما هیچ علاقه‌ای به فضای مجازی به این ترتیب ندارند: [۸]
برای ما «فضای مجازی» صرفاً در مورد مدیریت فضاها بود. هیچ چیز باطنی در مورد آن وجود نداشت. هیچ چیز دیجیتال، یا. این فقط یک ابزار بود. فضای بتن، جسمی بود.
و در همان مصاحبه هاف ادامه می‌دهد:
نقطهٔ عزیمت مشترک ما این بود که ما با تنظیمات بدنی کار می‌کردیم، و از معماری از آن دوره ناامید و ناامید شدیم، به خصوص وقتی که به فضاهایی برای زندگی رسیدیم. ما احساس کردیم که نیاز به سست کردن محدوده‌های سخت و سفت و سخت از برنامه‌ریزی شهری، هدیهٔ خلاقیت به انسان‌های مختلف استرداد داده می‌شود و به آن‌ها اجازه می‌دهد خانه‌ها یا خانه‌های خود را شکل دهند و طراحی کنند؛ به جای اینکه یک معمار باهوش ظاهر شود، می‌گوید. شما چگونه باید زندگی کنید ما در حال فکر کردن بر حسب سیستم‌های روباز هستیم که همه چیز در صورت لزوم می‌تواند رشد و تکامل یابد.
به عنوان مثال، ما نوعی واحد تولید موبایل را تصور می‌کردیم، اما متأسفانه نقشه‌ها از بین رفت. نوعی کامیون با نازل در پشت بود. مثل زنبور عسل که در حال کندو است. این نازل موادی را تولید می‌کند که برای رشد قارچ‌های آمورف یا هر آنچه که تصور می‌کنید، منتشر می‌کند. قرار بود این کامپیوتر کنترل شود و به شما امکان می‌دهد اشکال جالب و توالی فضایی را ایجاد کنید. این ادغام سیستم‌های ارگانیک و فناوری، روشی جدید برای ساخت جهان بود؛ و پاسخی که یکنواختی صنعتی را خنثی کرد. ما این ایده را داشتیم که نرم‌افزار پیشرفته ممکن است به ما امکان دهد تا از نحوهٔ ایجاد طبیعت محصولاتی را تقلید کنیم؛ جایی که چیزهایی که به یک خانواده تعلق دارند می‌توانند اشکال مختلفی داشته باشند. همه درختان بلوط درخت بلوط هستند اما هیچ دو بلوط دقیقاً یکسان نیستند؛ و سپس یک مادهٔ کاملاً جدید، فوم پلی استایرن، وارد صحنه شد. مانند طبیعت رفتار می‌کرد به این معنا که وقتی دو جزء آن مخلوط شدند رشد می‌کند. تقریباً مثل رشد قارچ است. این امر باعث شده تا این انتخاب برای کار ما در فضای مجازی آتلیه انتخابی آشکار باشد.
آثار Atelier فضای مجازی در ابتدا در تعدادی از مکان‌های کپنهاگ به نمایش درآمده و بعدها به عنوان بخشی از نمایشگاه «چه اتفاقی می‌افتد» در گالری ملی دانمارک در کپنهاگ به نمایش گذاشته شده‌است. [۹]
اصطلاح فضای مجازی برای نخستین بار در دههٔ ۱۹۸۰ میلادی در اثر نویسندهٔ علمی تخیلی سایبرپانک، ویلیام گیبسون ظاهر شد، ابتدا در داستان کوتاه ۱۹۸۲ خود «سوزاندن کروم» و بعدها در رمان خود در سال ۱۹۸۴ " Neuromancer" . [10] در چند سال آینده، این کلمه با شبکه‌های رایانه ای آنلاین مشخص شد. بخش مورد اشاره Neuromancer از این نظر معمولاً به شرح زیر است: [۱۱]
فضای مجازی توهم اجماعی که روزانه توسط میلیاردها اپراتور مشروع، در هر کشور، توسط کودکانی که به آنها مفاهیم ریاضی آموزش داده می‌شود، تجربه می‌شود … بازنمایی گرافیکی از داده‌های منتخب از بانکهای هر رایانه ای در سیستم انسانی. پیچیدگی غیرقابل تصور. خطوط نور در فضای نامشخص ذهن، خوشه‌ها و صورت‌های فلکی داده‌ها قرار داشتند. مانند چراغ‌های شهر، در حال عقب افتادن است.
اکنون از این پس این انتقاد توسط گیبسون مورد انتقاد قرار گرفته‌است که در مورد مستند ۲۰۰۰ هیچ نقشه برای این سرزمینها دربارهٔ منشأ این اصطلاح اظهار داشت:
تمام چیزی که من هنگام ساختن آن در مورد کلمه «فضای مجازی» می‌دانستم، این بود که به نظر می‌رسد یک کلمه فعال مؤثر است. به نظر می‌رسید تحریک آمیز و اساساً بی‌معنی است. این حاکی از چیزی بود، اما معنای واقعی معنایی نداشت، حتی برای من، همان‌طور که دیدم در صفحه ظاهر می‌شود.
استعاری
دون اسلاتر از استعاره برای تعریف فضای مجازی استفاده می‌کند، و توصیف «احساس یک فضای اجتماعی است که صرفاً در یک فضای بازنمایی و ارتباطات وجود دارد … کاملاً در یک فضای رایانه ای وجود دارد که در شبکه‌های فشرده و پیچیده توزیع می‌شود.» اصطلاح فضای سایبر در دهه ۱۹۹۰ به ویژه در محافل دانشگاهی [۱۲] و جوامع فعال شروع به تبدیل به یک مترادف de facto برای اینترنت و بعداً شبکه جهانی وب نمود. نویسنده بروس استرلینگ، که این معنا را محبوب کرده‌است ، [۱۳] جان پری بارلو را به عنوان اولین کسی که از آن استفاده کرد برای اشاره به «پیوند امروزی شبکه‌های رایانه ای و ارتباطی» استفاده کرد. بارلو در نتیجه در مقاله خود برای اعلام بنیاد الکترونیکی مرز (یادداشت استعاره مکانی) را در ژوئن سال ۱۹۹۰ توضیح داد: [۱۴]
در این دنیای ساکت، تمام مکالمه تایپ می‌شود. برای ورود به آن، فرد هر دو بدن و بدن را رها می‌کند و به تنهایی کلمه ای می‌شود. شما می‌توانید ببینید که همسایگان شما چه می‌گویند (یا اخیراً گفته‌اند)، اما آنچه آنها یا محیط فیزیکی آنها به نظر می‌رسد نیست. جلسات شهر به‌طور مداوم است و بحث و گفتگو در مورد همه چیز، از وقفه‌های جنسی تا برنامه استهلاک خشمگین است. خواه از طریق یک اتاقک تلفنی یا میلیونها نفر، همه آنها به یکدیگر متصل هستند. در مجموع، آنها چیزی را تشکیل می‌دهند که ساکنانشان شبکه می‌نامند. این کشور در آن ناحیه گسترده‌ای از حالت‌های الکترونی، مایکروویو، میدان مغناطیسی، پالس‌های نور و تفکر گسترش یافته‌است که ویلیام گیبسون نویسنده علمی تخیلی را به نام فضای مجازی معرفی کرده‌است.
- جان پری بارلو، "جنایت و پیمانکاری"، ۱۹۹۰-۰۶-۰۸
از آنجا که بارلو، و EFF، تلاشهای آموزش عمومی را برای تبلیغ ایده " حقوق دیجیتال " ادامه دادند، این اصطلاح به‌طور فزاینده ای در دوران رونق اینترنت اواخر دهه ۱۹۹۰ مورد استفاده قرار گرفت.

## تعاریف فضای مجازی
گرچه چندین تعریف در مورد فضای مجازی را هم در ادبیات علمی و هم در منابع رسمی دولتی می‌توان یافت، اما هنوز هیچ تعریف رسمی کاملاً موافقی وجود ندارد. طبق گفته FD Kramer 28 تعریف متفاوت از اصطلاح فضای سایبر وجود دارد. به ویژه به پیوندهای زیر مراجعه کنید: «قدرت سایبری و امنیت ملی: توصیه‌های سیاست برای یک چارچوب استراتژیک»، در سایبر قدرت و امنیت ملی، FD کرامر، S. استار، LK Wentz (ویرایش) ، انتشارات دانشگاه دفاع ملی، واشینگتن (دی سی) ۲۰۰۹؛ همچنین به مایر، م. چیاروگی، I. ، د اسکالزی، ن.
تعاریف اخیر در فضای مجازی
اگرچه چندین تعریف در مورد فضای مجازی را هم در ادبیات علمی و هم در منابع رسمی دولتی می‌توان یافت، اما هنوز هیچ تعریف رسمی کاملاً موافقی وجود ندارد. طبق گفته FD Kramer 28 تعریف متفاوت از اصطلاح فضای سایبر وجود دارد. به ویژه به پیوندهای زیر مراجعه کنید: «قدرت سایبری و امنیت ملی: توصیه‌های سیاست برای یک چارچوب استراتژیک»، در سایبر قدرت و امنیت ملی، FD کرامر، S. استار، LK Wentz (ویرایش) ، انتشارات دانشگاه دفاع ملی، واشینگتن (دی سی) ۲۰۰۹؛ همچنین به مایر، م. چیاروگی، I. ، د اسکالزی، ن. https://www.academia.edu/14336129/International_Politics_in_the_Digital_Age مراجعه کنید.
آخرین پیش نویس تعریف به شرح زیر است:
فضای سایبر یک دامنه جهانی و پویا (در معرض تغییر مداوم) است که با استفاده ترکیبی از الکترون‌ها و طیف الکترومغناطیسی، هدف آن ایجاد، ذخیره، اصلاح، تبادل، اشتراک و استخراج، استفاده، از بین بردن اطلاعات و مختل کردن منابع فیزیکی است. . فضای مجازی شامل موارد زیر است: الف) زیرساختهای فیزیکی و دستگاه‌های ارتباطی که امکان اتصال شبکه‌های سیستمهای ارتباطی و فناوری را دارند، به معنای وسیع‌ترین درک (دستگاه‌های SCADA، تلفنهای هوشمند، تبلت‌ها، رایانه‌ها، سرورها و غیره). ب) سیستم‌های رایانه ای (نگاه کنید به نقطه الف) و نرم‌افزار مرتبط (گاهی اوقات تعبیه شده) که عملکرد عملیاتی و اتصال اساسی دامنه را تضمین می‌کند. ج) شبکه‌های بین سیستم‌های رایانه ای؛ د) شبکه‌های شبکه‌هایی که سیستم‌های رایانه ای را به هم وصل می‌کنند (تمایز بین شبکه‌ها و شبکه‌های شبکه‌ها عمدتاً سازمانی است). ه) گره‌های دسترسی کاربران و گره‌های مسیریابی واسطه‌ها. و) داده‌های تشکیل دهنده (یا داده‌های مربوط به اقامتگاه). غالباً در مجالس رایج (و بعضی اوقات به زبان تجاری)، شبکه‌های شبکه به اینترنت (با حروف کوچک i) گفته می‌شود، در حالی که شبکه‌های بین رایانه‌ها اینترانت نامیده می‌شوند. اینترنت (با سرمایه ای که من دارم، به زبان روزنامه‌نگاری که بعضاً به آن خالص گفته می‌شود) می‌تواند بخشی از سیستم تلقی شود. یک ویژگی متمایز و اساسی فضای مجازی این است که هیچ نهاد مرکزی کنترل همه شبکه‌هایی که این دامنه جدید را تشکیل می‌دهند کنترل ندارد. [۱۷]
دقیقاً همان‌طور که در دنیای واقعی هیچ دولت جهانی وجود ندارد، فضای مجازی فاقد یک مرکز سلسله مراتبی از پیش تعریف شده نهادینه است. به فضای مجازی، دامنه ای بدون قاعده نظم سلسله مراتبی، بنابراین می‌توانیم تعریف سیاست بین‌الملل ابداع شده توسط کنت والتز را گسترش دهیم: "بودن" بدون هیچ سیستم قانونی قابل اجرا ". این بدان معنا نیست که ابعاد قدرت در فضای مجازی وجود ندارد، و نه این قدرت پراکنده شده و در هزار جریانی نامرئی پراکنده می‌شود، و نه آنطور که برخی محققان پیش‌بینی کرده‌اند، به‌طور مساوی در بین افراد و سازمان‌های بی شمار پراکنده‌است. در مقابل، فضای مجازی با ساختار دقیق سلسله مراتب قدرت مشخص می‌شود.

## فضای مجازی به عنوان یک استعارهٔ اینترنتی
در حالی که فضای مجازی نباید با اینترنت اشتباه گرفته شود، این اصطلاح بیشتر برای اشاره به اشیاء و هویت‌هایی وجود دارد که عمدتاً در درون شبکه ارتباطی وجود دارد، به گونه‌ای که مثلاً یک وب سایت به صورت استعاری گفته می‌شود «در فضای سایبر وجود دارد». [۲۰] براساس این تفسیر، رویدادهایی که در اینترنت اتفاق می‌افتد در مکانهایی که شرکت کنندگان یا سرورها در آن به‌صورت جسمی قرار دارند اتفاق نمی‌افتد، بلکه «در فضای مجازی» هستند. فیلسوف میشل فوکو از اصطلاح هتروتوپیا برای توصیف فضاهایی که همزمان جسمی و روحی هستند استفاده کرد.
اولا، فضای مجازی جریان داده‌های دیجیتال را از طریق شبکه رایانه‌های بهم پیوسته توصیف می‌کند: به یکباره "واقعی" نیست، زیرا فرد نمی‌تواند به صورت مکانی آن را به عنوان یک شیء ملموس پیدا کند، و به‌طور واضح "واقعی" در اثرات آن است. چندین بار تلاش شده‌است یک الگوی مختصر در مورد چگونگی عملکرد فضای مجازی ایجاد شود زیرا این یک چیز فیزیکی نیست که بتوان به آن نگاه کرد. [۲۱] ثانیاً، فضای مجازی سایت ارتباطات با واسطه رایانه ای (CMC) است که در آن روابط آنلاین و اشکال جایگزین هویت آنلاین اعمال شده و سؤالات مهمی راجع به روانشناسی اجتماعی استفاده از اینترنت ، رابطه بین "آنلاین" و "مطرح می‌شود. آفلاین "اشکال زندگی و تعامل و رابطه بین" واقعی "و مجازی. فضای مجازی توجه خود را به اصلاح فرهنگ از طریق فن آوری‌های رسانه ای جدید جلب می‌کند: این فقط یک ابزار ارتباطی نیست بلکه یک مقصد اجتماعی است و از نظر فرهنگی نیز به خودی خود دارای اهمیت است. سرانجام، فضای مجازی را می‌توان فرصتی جدید برای تغییر شکل جامعه و فرهنگ از طریق هویت‌های "پنهان" دانست، یا می‌توان از آن به عنوان ارتباط و فرهنگ بدون مرز یاد کرد. [۲۲]
فضای مجازی «مکانی» است که به نظر می‌رسد مکالمه تلفنی رخ می‌دهد. در داخل تلفن واقعی خود، دستگاه پلاستیکی روی میز شما نیست. نه در تلفن شخص دیگر، در برخی از شهرها. مکان بین تلفن‌ها. [...] در بیست سال گذشته، این «فضای الکتریکی»، که زمانی نازک و تاریک و یک بعدی بود - کمی بیشتر از یک لوله باریک صحبت، که از تلفن تا تلفن کشیده شده بود - خود را مانند غول پیکر باز کرده‌است. جک در جعبه. نور روی آن جاری شده‌است، نور مهیبی از صفحه رایانه درخشان. این دنیای تاریک برقی به منظره الکترونیکی وسیع و پر گل تبدیل شده‌است. از دهه ۱۹۶۰، دنیای تلفن با رایانه و تلویزیون بسیار متولد شده‌است و اگرچه هنوز هیچ ماده ای در فضای مجازی وجود ندارد، اما هیچ چیزی را نمی‌توان از عهده آن برمی‌آورد، اکنون نوعی جسمی عجیب و غریب دارد. امروز خوب است که از فضای مجازی به عنوان مکانی که همه جای خودش را دارد صحبت کنیم.
- بروس استرلینگ، مقدمه ای بر The Hacker Crackdown
«فضای» در فضای مجازی بیشتر با معنای انتزاعی و ریاضی این اصطلاح (به فضا نگاه کنید) از فضای فیزیکی مشترک است. این دوگانگی از حجم مثبت و منفی برخوردار نیست (در حالی که به عنوان مثال در یک فضای فیزیکی، یک اتاق دارای حجم منفی فضای قابل استفاده است که توسط دیواره‌های مثبت مشخص شده‌است، کاربران اینترنت نمی‌توانند وارد صفحه شوند و قسمت ناشناخته اینترنت را کاوش کنند) به عنوان یک گسترش فضای موجود در آنها، اما معنای مکانی را می‌توان به رابطه بین صفحات مختلف (از کتاب‌ها و همچنین سرورهای وب) نسبت داد، با توجه به اینکه صفحات نابود نشده در جایی «خارج» هستند؛ بنابراین، مفهوم فضای مجازی نه به مطالبی که برای سورپرایز ارائه می‌شود، بلکه به امکان گشت و گذار در سایت‌های مختلف اشاره دارد، با حلقه‌های بازخورد بین کاربر و بقیه سیستم ایجاد پتانسیل برای همیشه مواجه شدن با چیزی ناشناخته یا غیرمنتظره.
بازی‌های ویدئویی با ارتباطات مبتنی بر متن متفاوت است زیرا تصاویر روی صفحه نمایش چهره‌هایی هستند که در واقع یک فضا را اشغال می‌کنند و انیمیشن حرکت این چهره‌ها را نشان می‌دهد. قرار است تصاویر جلوه ای مثبت از فضای خالی تشکیل دهند. یک بازی استعداد فضای مجازی را با مشارکت بیشتر بازیکنان در بازی تصویب می‌کند و سپس به صورت تصویری آنها را به عنوان آواتار به نمایش می‌گذارد. بازی‌ها لازم نیست در سطح آواتار متوقف شوند، اما پیاده‌سازی‌های فعلی با هدف ایجاد فضای بازی همه‌جانبه (یعنی برچسب لیزر) به جای فضای مجازی، واقعیت افزوده را شکل می‌دهند و واقعیت‌های مجازی کاملاً غوطه ور هستند که عملی نیستند.
اگرچه پیامدهای بنیادی تر شبکه ارتباطی جهانی پیش‌بینی شده توسط برخی از طرفداران فضای مجازی (یعنی کاهش نفوذ دولت پیش‌بینی شده توسط جان پری بارلو [۲۳]) نتوانست تحقق یابد و این کلمه برخی از جذابیت‌های جدید خود را از دست داد، همچنان از سال ۲۰۰۶ همچنان ادامه دارد. [۵] [۲۴]
برخی از مجامع مجازی صریحاً به مفهوم فضای مجازی اشاره می‌کنند، به عنوان مثال آزمایشگاه لیندن مشتریان خود را " ساکنین " Second Life می‌نامد، در حالی که همه چنین جوامعی می‌توانند برای اهداف توضیحی و مقایسه ای "در فضای مجازی" قرار گیرند (همان‌طور که استرلینگ در هکر کراکان، به دنبال بسیاری از روزنامه نگاران)، ادغام استعاره در یک فرهنگ سایبر گسترده‌تر.
این استعاره برای کمک به نسل جدیدی از رهبران فکری در استدلال از طریق استراتژی‌های جدید نظامی در سراسر جهان، که عمدتاً توسط وزارت دفاع ایالات متحده (وزارت دفاع آمریکا) هدایت می‌شود، مفید است. [۲۵] با این حال، استفاده از فضای مجازی به عنوان استعاره محدودیت‌های خود را داشته‌است، به ویژه در مناطقی که استعاره با زیرساخت‌های فیزیکی اشتباه گرفته می‌شود. همچنین به دلیل استفاده نادرست از استعاره فضایی برای توصیف آنچه ذاتاً یک شبکه است، نقد نشده‌است.

## واقعیت‌های جایگزین در فلسفه و هنر
رایانه‌ها
پیشرو ایده‌های مدرن در فضای مجازی این عقیده دکارتی است که ممکن است مردم توسط یک دیو شیطانی فریب خورده و آنها را به یک واقعیت کاذب فریب دهند. این استدلال پیشینی مستقیم ایده‌های مدرن از یک مغز در یک غوطه وری است و بسیاری از تصورات رایج در فضای مجازی، ایده‌های دکارت را نقطه شروع خود می‌دانند.
هنرهای تجسمی یک سنت دارند، که به دوران باستان کشیده می‌شود، آثار باستانی به معنای فریب چشم و اشتباه در واقعیت است. این سؤال از واقعیت بعضی اوقات باعث می‌شد برخی از فلاسفه و به ویژه متکلمان [به استناد نیاز داشته باشند] که به عنوان فریب افراد به ورود به دنیایی که واقعی نبود، به هنر فاقد اعتماد باشند. با افزایش جاه طلبی هنر و هنر با اختراع عکاسی، فیلم (نگاه کنید به ورود به قطار در La Ciotat) و شبیه‌سازی‌های رایانه ای همه‌جانبه این چالش هنری دوباره زنده شد.
تحت تأثیر رایانه‌ها

## فلسفه
مروجین ضد فرهنگ آمریکایی مانند ویلیام اس. برووس (تأثیر ادبی وی بر گیبسون و سایبرپانک به‌طور کلی تصدیق شده‌است [۲۶] [۲۷]) و تیموتی لری از نخستین کسانی بودند که پتانسیل رایانه‌ها و شبکه‌های رایانه‌ای را برای توانمندسازی فردی بیان کردند.
برخی از فیلسوفان و دانشمندان معاصر (به عنوان مثال دیوید دویچ در پارچهٔ واقعیت) واقعیت مجازی را در آزمایش‌های مختلف فکری به کار می‌گیرند. به عنوان مثال، Philip Zhai در واقعیت: یک ماجراجویی فلسفی در واقعیت مجازی، فضای مجازی را به سنت افلاطونی متصل می‌کند:
بگذارید کشوری را تصور کنیم که در آن همه به یک شبکهٔ زیرساخت VR وصل شوند. آن‌ها از وقتی که رحم مادرشان را ترک کرده‌اند، چنان گیر افتاده‌اند. غوطه‌ور در فضای مجازی و زندگی خود را با دور شدن از راه حفظ کردند، آن‌ها هرگز تصور نکرده‌اند که زندگی می‌تواند متفاوت از این باشد. نخستین کسی که به احتمال وجود یک دنیای جایگزین مانند کشورمان فکر می‌کند، توسط اکثریت این شهروندان مورد تمسخر واقع می‌شود، درست مانند معدود روشنفکران در تمثیل افلاطون از غار.
توجه داشته باشید که این استدلال مغز در یک فضای مجازی، فضای مجازی را با واقعیت در هم می‌آمیزد، در حالی که توصیف‌های رایج‌تر از فضای مجازی، آن را با «دنیای واقعی» تضاد می‌کند.

## جغرافیای سایبر
«جغرافیا نوتویا» (Papadimitriou، ۲۰۰۶) در مورد تعامل پیچیدهٔ فرهنگ‌های سایبر و فضای جغرافیایی نظریه‌پردازی می‌کند. این تعامل چندین جنبهٔ فلسفی و روانشناختی دارد. (Papadimitriou، ۲۰۰۹)

## مدل ارتباطات جدید
همگرایی فناوری رسانه‌های جمعی نتیجهٔ فرایند سازگاری طولانی از منابع ارتباطی آن‌ها با تغییرات تکاملی هر لحظهٔ تاریخی است؛ بنابراین، رسانهٔ جدید (به‌طور کامل) به گسترش رسانه‌های سنتی در فضای مجازی مبدل شد و اطلاعات دسترسی عمومی را در طیف گسترده‌ای از دستگاه‌های دیجیتال امکان گوپذیر کرد. [۳۰] به عبارت دیگر، این یک مجازی‌سازی فرهنگی از واقعیت انسانی در نتیجهٔ مهاجرت از فضای فیزیکی به فضای مجازی (با واسطهٔ ICT) است که با کدها، علائم و روابط اجتماعی خاص اداره می‌شود. به جلو، راه‌های فوری ارتباطات، تعامل و دسترسی سریع ممکن به اطلاعات، که در آن ما دیگر ارسال کننده نیستیم، بلکه تولیدکننده، تولیدکننده، همکار و ارائه‌دهندگان نیز هستیم، ایجاد شود. فناوری‌های جدید همچنین به «پیوند» افراد با فرهنگ‌های مختلف در خارج از فضای مجازی کمک می‌کند، که پنجاه سال پیش غیرقابل تصور بود. در این وب‌سایت روابط غول پیکر، ما باورها، آداب و رسوم، ارزش‌ها، قوانین و عادات یکدیگر، میراث فرهنگی که توسط یک دینامیک جسمی - مجازی در دگردیسی مداوم ایجاد شده‌است را متقابلاً جذب می‌کنیم. به این معنا، مارسلو مندونسا تیکسیرا، در سال ۲۰۱۳، الگوی جدیدی از برقراری ارتباط با جهان مجازی، [۳۱] مستقر در مقالهٔ کلود الوود شانون (۱۹۴۸) «نظریهٔ ریاضی ارتباطات» ایجاد کرد.

## هنر
مقالهٔ اصلی: هنر رسانه‌ای جدید
مفهوم فضای مجازی از ابتدای نویسندگان، بیشتر در ادبیات و فیلم رایج است. اگرچه هنرمندانی که با سایر رسانه‌ها کار می‌کنند از این مفهوم ابراز علاقه کرده‌اند، مانند روی آسکات، «فضای مجازی» در هنر دیجیتال بیشتر به عنوان مترادف واقعیت غوطه‌وری مجازی استفاده می‌شود و بیشتر از تصویب مورد بحث قرار می‌گیرد. [۳۲]

## جرم رایانه
مقالهٔ اصلی: جرم رایانه
فضای مجازی همچنین هر سرویس و امکانات قابل تصور را برای تسریع در پولشویی جمع می‌کند. می‌توان کارت‌های اعتباری ناشناس، حساب‌های بانکی، تلفن‌های همراه رمزگذاری شدهٔ جهانی و گذرنامه‌های دروغین خریداری کرد. از آنجا می‌توانید مشاوران حرفه‌ای را برای راه‌اندازی IBCs (شرکت‌های تجاری بین‌المللی یا شرکت‌های دارای مالکیت ناشناس) یا ساختارهای مشابه در OFCs (مراکز مالی فراساحلی) پرداخت کنید. این مشاوران متأسف هستند که هرگونه پرسش نافذ در مورد ثروت و فعالیت مشتری خود را بپرسند، زیرا متوسط هزینه‌هایی که مجرمان به آن‌ها می‌پردازند تا پول خود را شست‌وشو دهند، می‌تواند تا ۲۰ درصد باشد.

## مدل ۵ سطح
در سال ۲۰۱۰، یک مدل پنج سطح در فرانسه طراحی شد. طبق این مدل، فضای مجازی از پنج لایهٔ مبتنی بر اکتشافات اطلاعاتی تشکیل شده‌است: زبان، نگارش، چاپ، اینترنت و غیره. این مدل اصلی دنیای اطلاعات را به فناوری‌های ارتباطی پیوند می‌دهد.